# Johann Koerbecke
Johann Koerbecke (né vers 1415–20 à Coesfeld ou à Münster en principauté épiscopale de Münster ; mort le 13 juin 1491 à Münster) est un peintre du gothique tardif, actif à Münster.
Koerbecke est un représentant de l'école de peinture de Westphalie. Son œuvre, riche en couleurs, suit le modèle de Conrad von Soest et est stylistiquement proche de Stefan Lochner. Il est supposé qu'il a travaillé avec le Maître du retable de Schöppingen et également avec le Maître de 1473 à Münster.

## Biographie
Johann Koerbecke est attesté pour la première fois en 1443, lorsque lui et sa femme acquièrent la maison de son père à Münster. Il est possible qu'il ait étudié, avec son père Heinrich Koerbecke ou un autre artiste local, dans les années 1430 avant de reprendre l'atelier de son père mort en 1442. Rien n'est connu de l'œuvre de Heinrich qui est peut-être originaire de la ville voisine de Coesfeld et dont la présence dans sa maison à Münster est attestée et 1435.
Johann Koerbecke est mentionné plusieurs fois, entre 1453 et 1484, dans des documents de Münster, sur des factures pour des commandes de retables, ou comme témoins dans des actes divers. En 1460, le peintre est cité comme membre de la confrérie de Notre-Dame de l'église Saint-Gilles. À sa mort, le 13 juin 1491, la nécrologie mentionne qu'il est originaire de Coesfeld, ce qui peut faire référence à lui ou à son père. Sa femme Elsa conserve la maison et l'atelier jusqu'en 1495. De ses deux fils Heinrich et Hermann, le premier devient clerc, et le deuxième, Hermann, est peintre comme son père.

## Œuvres

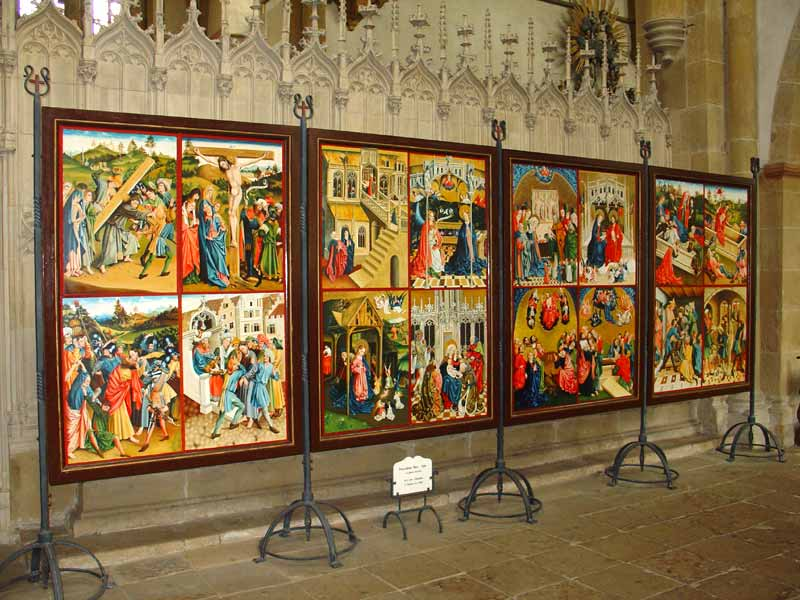
Panneaux latéraux du retable de Marienfeld (copie présente dans l'église).

Parmi les peintres qui ont introduit le réalisme en Westphalie, Koerbecke est le plus important. C'est également le premier peintre de Münster à qui on peut nommément attribuer une œuvre. Ses mentions dans les documents administratifs, et sa maison à Münster montrent qu'il en était un bourgeois bien établi.
Koerbecke est le premier représentant de la peinture en Westphalie à employer le style introduit plus tôt dans les Pays-Bas par Robert Campin, et poursuivi par Jan van Eyck ou Dirk Bouts. Des exemples typiques de ce style sont les panneaux des deux volets du retable du monastère de Langenhorst (de) (entre 1440 et 1450) comportant chacune quatre scènes de la Passion. Elles sont exposées au LWL-Landesmuseum de Münster. L'attention portée au réalisme est visible dans les détails des vêtements, armes, ou la représentation du paysage. Les couleurs lumineuses devant le fond doré traditionnel, le caractère vivant des têtes, l'ouverture de l'espace par une perspective encore intuitive est la fraîcheur printanière du rendu des paysages caractérisent ses peintures.
L'œuvre principale de Koerbecke connue est formée des volets latéraux du retable de Marienfeld (de), daté de 1457, provenant du maître-autel de l'église de l'abbaye cistercienne du Kloster Marienfeld (de) commandé par l'abbé Arnold de Bevern. L'ancienne commune de Marienfeld est maintenant un quartier de la commune de Harsewinkel. Le centre du retable est une châsse à reliques dont il ne reste qu'une Vierge Marie. Les 16 panneaux ont été dispersés après la dissolution du monastère en 1803. Certains de ces panneaux montrent, en plus du réalisme des œuvres plus précoces, des scènes proches de retables de Stefan Lochner et aussi de Konrad von Soest. Ainsi, les panneaux intérieurs sont dans un style plus conservateur comme des représentations solennelles, les panneaux extérieurs sont plus proches du style de son temps.
Six panneaux sont exposés au musée d'art et d'histoire culturelle de Westphalie (de) de Münster. Huit panneaux extérieurs représentent la Passion du Christ, et huit panneaux intérieurs la vie de Marie.
| Volet gauche extérieur | Volet gauche extérieur | Volet gauche intérieur | Volet gauche intérieur                        | Volet droit intérieur | Volet droit intérieur                    | Volet droit extérieur | Volet droit extérieur |
| ---------------------- | ---------------------- | ---------------------- | --------------------------------------------- | --------------------- | ---------------------------------------- | --------------------- | --------------------- |
| Gefangennahme          | Christus vor Pilatus   | Tempelgang Mariens     | Verkündigung an Maria                         | Darstellung im Tempel | Erscheinung des Auferstandenen vor Maria | Kreuztragung          | Kreuzigung            |
| Geißelung              | Verspottung            | Geburt Christi         | perdu probablement : Adoration des Rois mages | Himmelfahrt Christi   | Himmelfahrt Mariens                      | Grablegung            | Auferstehung          |

Les panneaux extérieurs sont : 
- Panneaux extérieurs gauche:
  - Baiser de Judas (LWL-Landesmuseum)
  - Christ devant Ponce Pilate (LWL-Landesmuseum)
  - Flagellation (musée Pouchkine à Moscou)
  - Dérision du Christ (LWL-Landesmuseum)
- Panneaux extérieurs droit :
  - Portement de croix (musées d'État de Berlin)
  - Crucifixion (musées d'État de Berlin)
  - Mise au tombeau (LWL-Landesmuseum)
  - Résurrection (musée Calvet d'Avignon)

Panneaux intérieurs : 
- Panneaux intérieurs gauche :
  - Présentation de Marie (musée national de Cracovie)
  - Annonciation (Institut d'art de Chicago)
  - Nativité (Germanisches Nationalmuseum de Nuremberg)
  - Rois mages (probablement, mais perdu)
- Panneaux intérieurs droit :
  - Présentation au temple (LWL-Landesmuseum)
  - Marie et Jésus en gloire (LWL-Landesmuseum)
  - Ascension (National Gallery of Art de Washington)
  - Ascension de Marie (musée Thyssen-Bornemisza de Madrid).

On ne connaît que peu d'œuvres plus tardives de Koerbecke. Un retable daté d'environ 1470 montre des scènes de la vie de Jean-Baptiste, et au centre un tableau avec Jean et le Christ. À gauche, la baptême du Christ, et à droite la décapitation de Jean (Münster - La Hague). D'autres retables sont attribués à l'atelier ou au voisinage de Koerbecke, comme le retable d'Amelsbüren (quartier Sud de Münster), le retable de Steinhagen (dans l'église paroissiale de Steinhagen, près de Halle en Westphalie) ou encore le retable de Schlägl, maintenant au Cleveland Museum of Art, Ohio.

## Source
- (de) Paul Pieper, « Koerbecke, Johann », dans Neue Deutsche Biographie (NDB), vol. 12, Berlin, Duncker & Humblot, 1980, p. 373 (original numérisé).